# Харлин (серия комиксов)
«Харлин» (англ. Harleen) — ограниченная серия комиксов, состоящая из 3 выпусков, которую в 2019 году издавала компания DC Comics.

## Синопсис
Комикс является переосмыслением любви Джокера и Харли Квинн.

### Выпуски
| № | Дата выхода      | Оценка на Comic Book Roundup    | Предполагаемый объём продаж (первый месяц) |
| - | ---------------- | ------------------------------- | ------------------------------------------ |
| 1 | 25 сентября 2019 | 8,6 из 10 на основе 24 рецензий | 84 785, позиция в Северной Америке — 11    |
| 2 | 30 октября 2019  | 9 из 10 на основе 13 рецензий   | 65 720, позиция в Северной Америке — 23    |
| 3 | 18 декабря 2019  | 9 из 10 на основе 13 рецензий   | 59 501, позиция в Северной Америке — 14    |

### Сборники
| Название | Тип              | Дата выхода    | Собранный материал | Кол-во страниц | ISBN                      | Предполагаемый объём продаж (первый месяц) |
| -------- | ---------------- | -------------- | ------------------ | -------------- | ------------------------- | ------------------------------------------ |
| Harleen  | Твёрдый переплёт | 5 февраля 2020 | Harleen #1-3       | 208            | 9781779501110, 1779501110 | 6 121, позиция в Северной Америке — 1      |

## Отзывы
На сайте Comic Book Roundup серия имеет оценку 8,9 из 10 на основе 50 рецензий. Дэниел Геен из Comics Bulletin дал первому выпуску 4 звезды из 5 и назвал «замечательной вводной главой». Чейз Магентт из ComicBook.com, обозревая дебют, написал, что «Harleen #1 представляет Степана Шейича в его абсолютном лучшем виде». Сэм Стоун из Comic Book Resources, рецензируя первый выпуск, отмечал, что «будущая Харли Квинн [в нём] изображена как многострадальная, но способная женщина, которая просто пытается выжить». Пирс Лидон из Newsarama поставил дебюту 7 баллов из 10, отмечая небольшую проблему в художественной части комикса. Его коллега Форрест С. Хелви дал первому выпуску оценку 8 из 10 и подчёркивал, что он «использует гораздо более тонкий подход к созданию напряжённости между Харли и Джокером». Юлия Троицкая из «Канобу» в целом положительно отнеслась к серии. Борис Блинохватов из журнала «Мир фантастики» включил серию в список «главных комиксов» про супергероев, которые вышли в начале 2021 года на русском языке.